# Perizoma decorata
Perizoma decorata är en fjärilsart som beskrevs av Moore 1888. Perizoma decorata ingår i släktet Perizoma och familjen mätare. Inga underarter finns listade i Catalogue of Life.